# Consualia
Dans la Rome antique, les Consualia sont une fête célébrée le 21 août et le 15 décembre, mise en place par Romulus, en l'honneur de Consus ou de Neptune.

## Étymologie
Consualia peut être rattaché au dieu Consus, qui est très proche du verbe latin condere. Pour les Romains, Consus est considéré comme la divinité des conseils (consilium en latin), en référence à la ruse utilisée par Romulus pour enlever les Sabines.
Consus est parfois assimilé à Neptune et à la fête. Les grammairiens du Ier siècle av. J.-C. l'associent à la « divinité des stratagèmes ».
Plutarque et Denys d'Halicarnasse indiquent cependant que Neptunus Equestris et Consus ne sont en fait que deux noms différents d'une même divinité.
Varron donne une autre appellation pour ces fêtes : les Cernualia.

## Historique

### Contexte historique

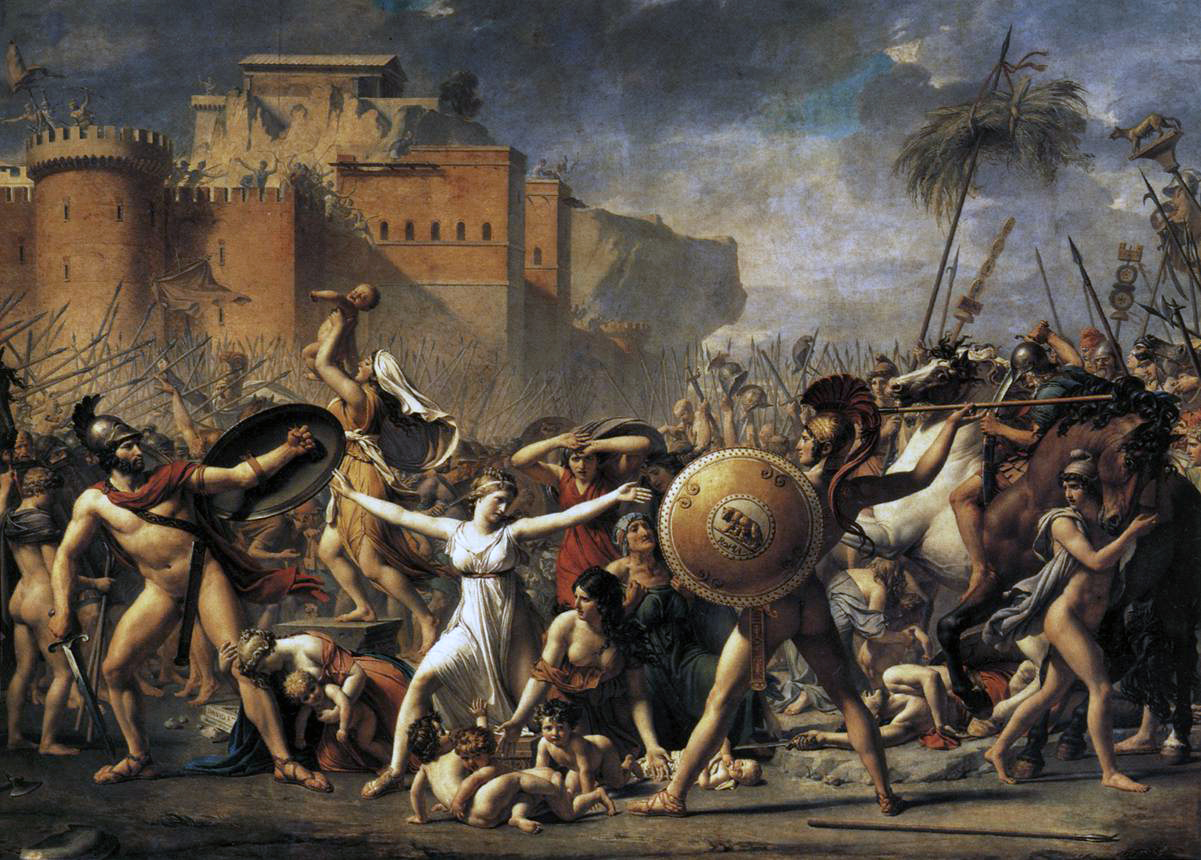
Les Sabines enlevées arrêtent le combat entre les Romains et les Sabins, peinture de Jacques Louis David en 1799.

Les consualia sont créées par Romulus. C'est au cours de cette fête, à laquelle les peuples voisins sont invités, que les Romains procèdent à l'enlèvement des Sabines,,,. La ville de Rome ayant besoin d'augmenter sa population, Romulus autorise chaque Romain à prendre de force les Sabines, mais seulement avec une manière appropriée à leur condition sociale.
Les Sabins déclarent la guerre à Rome pour venger cet affront, mais ce conflit est évité lorsque les Sabines enlevées interviennent et acceptent volontairement leurs maris romains, qui les avaient traité avec dignité et soin.
Cet enlèvement pour origine de cette célébration semble assez étrange, car ces fêtes sont avant tout agraires et destinés aux animaux de traits.

### Origine mythique?

#### Hypothèses de Denys d'Halicarnasse
Denys d'Halicarnasse avance trois hypothèses pour l'origine de ces célébrations.
La première est une transposition d'une fête arcadienne dans la Latium, sans aucune référence à Romulus. Gérard Capdeville ne croit pas en cette hypothèse, car la présence de cette fête en Arcadie n'est pas prouvée. Il existe bien une fête de « maître des chevaux », mais sans course de chars.
La deuxième hypothèse est une création de Romulus qui comporte différents jeux en l'honneur de Neptune, notamment athlétiques. Il n'est faite aucune référence aux Arcadiens ou à la thématique agricole. Cette hypothèse peut s'avérer surprenante, car Romulus n'est pas connu pour avoir créé des rites ou des cultes.
La dernière hypothèse évoque des courses de chevaux attelés et non attelés.
Il est fort probable que les programmations aient évolué au cours des siècles, passant de jeux athlétiques, ensuite à des courses de chevaux et enfin des défilés. Cette évolution semble plausible car la création des jeux équestres à Rome est faite par Tarquin l'Ancien.

#### Autres divinités et festivités
Mars, en tant que protecteur des cultures, est également honoré, ainsi que les Lares, les dieux du foyer des familles.
Quatre jours plus tard, les festivités en l'honneur d'Ops la déesse de l'abondance sont célébrés, c'est également une déesse agricole : soit le 25 août (Opiconsivia) et le 19 décembre (Opalia). Très souvent, les jours d'Opiconsivia et d'Opalia sont généralement assimilés.

## Déroulement

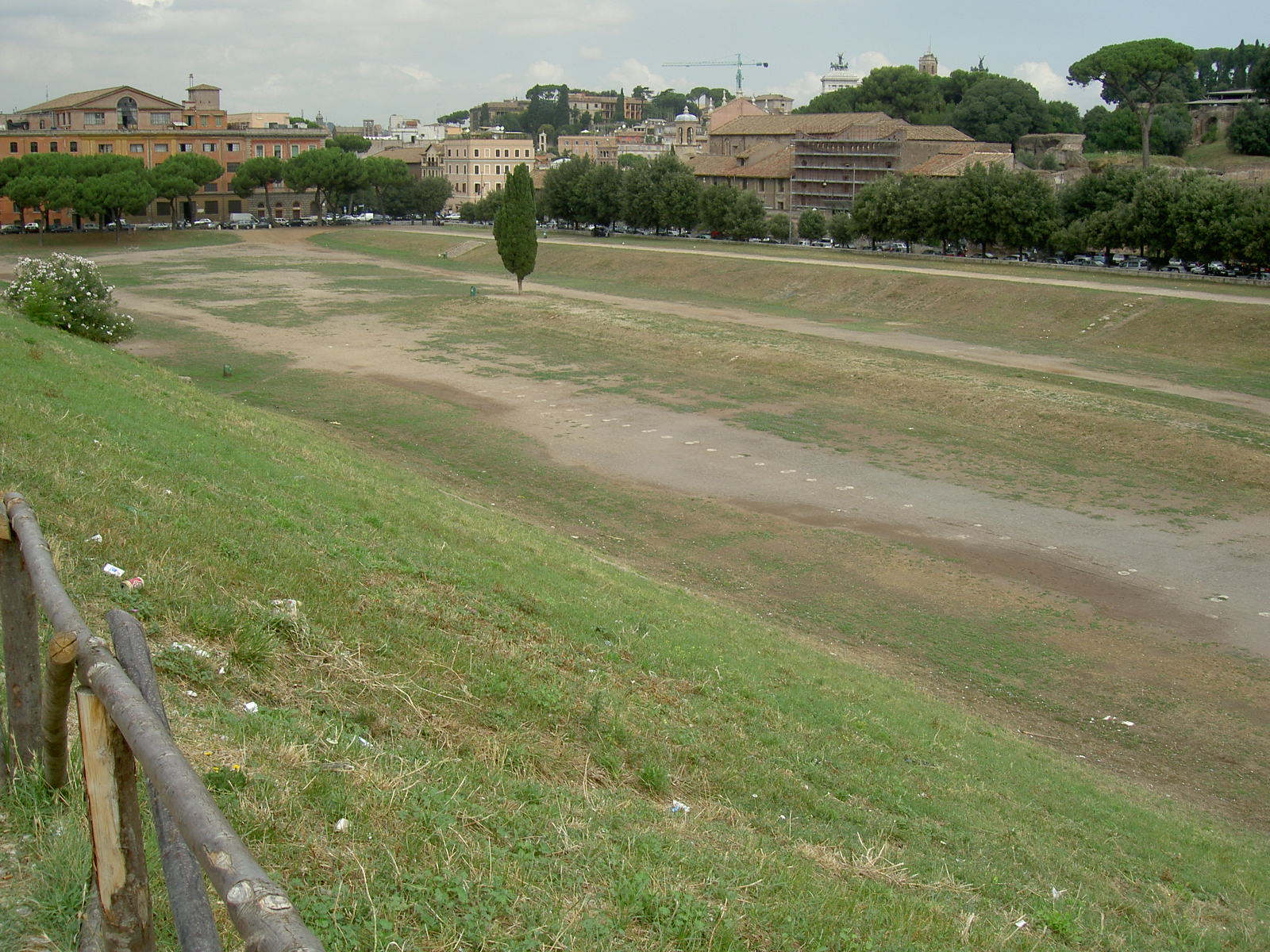
Le Circus Maximus, près du lieu sur lequel se situait l'autel de Consus où se déroulaient les célébrations.

Elles ont lieu deux fois par an, au milieu de Sextilis, le 21 août après la fin de la récolte et le 15 décembre à la fin de l'année. Les rituels sont réalisés par les Vestales devant l'autel de Consus que l'on simulait avoir déterré du sol du Circus Maximus pendant la fête. André Piganiol estime que ce rite permet de faire remonter les esprits des morts à la surface de la terre.
La récolte étant stockée dans des silos souterrains, l'autel de Consus est lui aussi également souterrain. De cette manière, le sanctuaire est recouvert de terre tout le reste de l'année et n'est ouvert que pour les deux jours de fête.
Cette fête très appréciée du peuple comprend des libations de vins offertes sur l'autel de Consus, ainsi que des courses de chevaux et de chars, dont une course de chars tirés par des mules. Pendant ces jeux festifs, les chevaux et les mules ne doivent pas travailler et ils sont décorés de guirlandes de fleurs. Des jeux équestres avec des enfants acrobates se déroulaient également.

## Annexe

#### Fonds ancien
- Cicéron, De Republica. .
- Denys d'Halicarnasse, Antiquités romaines. .
- Ovide, Fasti (lire sur Wikisource). .
- Plutarque, Quaestiones Romanae. .
- Tite-Live, Ab Urbe Condita (lire sur Wikisource). .
- Varron, De Lingua Latina. .
- Virgile, Énéide (lire sur Wikisource). .

#### Ouvrage
- (en) H. H. Scullard, Festivals and Ceremonies of the Roman Republic, Londres, Thames and Hudson, 1981.

#### Articles
- Gérard Capdeville, « Jeux athlétiques et rituels de fondation », Publications de l'École française de Rome, Rome, École française de Rome, vol. 172 « Actes de la table ronde de Rome (3-4 mai 1991): Spectacles sportifs et scéniques dans le monde étrusco-italique »,‎ 1993, p. 141-187 (lire en ligne).
- Gérard Capdeville, « Les institutions religieuses de Rome primitive selon Denys d'Halicarnasse », Pallas. Revue d'études antiques, no 39,‎ 1993, p. 153-172 (DOI 10.3406/palla.1993.1283). .
- (en) Agnes Kirsopp Michels, « The Consualia of December », Classical Philology, vol. 39, no 1,‎ janvier 1944, p. 50.
- Pierre Lambrechts, « Consus et l'enlèvement des Sabines », L'Antiquité Classique, t. 15-1,‎ 1946, p. 61-82 (DOI 10.3406/antiq.1946.2762). .
- Paul-Marius Martin, « La fonction calendaire du roi de Rome et sa participation à certaines fêtes », Annales de Bretagne et des pays de l'Ouest, t. 83, no 2,‎ 1976, p. 239-244 (DOI 10.3406/abpo.1976.2808). .
- (en) J. D. Noonan, « Livy 1.9.6: The Rape at the Consualia », The Classical World, vol. 83, no 6,‎ 1990, p. 493-501.
- Jean-G Préaux, « Ars ludiera. Aux origines du théâtre latin », L'Antiquité Classique, t. 32, no 1,‎ 1963, p. 63-77 (DOI 10.3406/antiq.1963.1362). .
- (it) Stefano Tramonti, « L'antica festività dei Consualia e il ruolo degli animali da trasporto nella fase più antica della storia di Roma », Pallas. Revue d'études antiques, no 44,‎ 1996, p. 101-107 (DOI 10.3406/palla.1996.1384).